# Sfîrșitul legendei
Sfîrșitul legendei, grafiat și Sfârșitul legendei, (titlul original: în engleză Walking Tall Part II) este a doua parte a seriei de filme Șeriful din Tennessee, film biografic de acțiune american, realizat în 1975 de regizorul Earl Bellamy, bazat pe un caz real, protagonist fiind actorul Bo Svenson care l-a înlocuit pe Joe Don Baker din prima parte, interpretându-l pe adevăratul șerif Buford Pusser (12 decembrie 1937 – 21 august 1974). 
Alți protagoniști ai filmului sunt Luke Askew, John Davis Chandler și Leif Garrett.
Acest film a fost urmat în 1977 de Șeriful din Tennessee (partea a III-a), tot cu Bo Svenson în rol principal.

## Rezumat
Șeriful Buford Pusser își continuă războiul de unul singur împotriva contrabandiștilor de whisky și a unui sindicat criminal nemilos, după uciderea soției sale la sfârșitul anilor 1960 în Tennessee.

## Distribuție
- Bo Svenson – Buford Pusser
- Luke Askew – Pinky Dobson
- John Davis Chandler – Ray Henry
- Robert DoQui – Obra Eaker
- Leif Garrett – Mike Pusser
- Bruce Glover – Grady Coker
- Dawn Lyn – Dwana Pusser
- Brooke Mills – Ruby Ann
- Logan Ramsey – John Witter
- Lurene Tuttle – bunica Helen Pusser
- Angel Tompkins – Marganne Stilson
- Noah Beery Jr. – Carl Pusser
- Richard Jaeckel – Stud Pardee
- Archie Grinalds – A.C. Hand
- Allen Mullikin – Floyd Tate
- Frank McRae – Steamer Riley
- Red West – șeriful Tanner